# Mazorqueros de Camargo
Los Mazorqueros de Camargo es un equipo deportivo de béisbol perteneciente a la novena zona del estado de Chihuahua. los colores tradiciones son el Azul y Blanco. La gran rivalidad deportiva que tienen vs Algodoneros de Delicias hacen nombrarse a este clásico como Guerra Civil.

## Estadio
El estadio donde juegan de locales es el Estadio Alonso Ronquillo Gardea el cual está ubicado en la ciudad deportiva del mismo nombre y cuenta con una capacidad para 3,800 espectadores en la ciudad de Camargo Chih.

## Uniforme
Los colores tradicionales del equipo son el azul y blanco; para el tercer uniforme adoptan el color negro.
| Colores del equipo |                    |                    |
| Colores del equipo | Colores del equipo | Colores del equipo |
| Colores del equipo |                    |                    |
| Colores del equipo |                    |                    |
|                    |                    |                    |
| Local              |                    |                    |

| Colores del equipo |                    |                    |
| Colores del equipo | Colores del equipo | Colores del equipo |
| Colores del equipo |                    |                    |
| Colores del equipo |                    |                    |
|                    |                    |                    |
| Visita             |                    |                    |

| Colores del equipo |                    |                    |
| Colores del equipo | Colores del equipo | Colores del equipo |
| Colores del equipo |                    |                    |
| Colores del equipo |                    |                    |
|                    |                    |                    |
| Alternativo        |                    |                    |

## Primer Campeonato 2004
El equipo dirigido por Jaime Portillo en la temporada 2004 logra el primer campeonato para Camargo luego de vencer a los Manzaneros de Cuauhtémoc por 4-0 juegos, en una serie de 7 encuentros en los cuales los Mazorqueros arrasaron.

## Temporada 2021
Luego de la pandemia generada por el COVID-19 en el año 2020, en el cual la Liga Estatal de Béisbol de Chihuahua se cancelo, para la temporada 2021 el equipo vuelve con un cambio organizacional y en una temporada regular califican como 6° lugar general, con algunos problemas económicos en donde el propio mánager del equipo declaró que no contaban con los suficientes recursos para costear los PlayOffs, ya en los cuartos de final se reponen de una desventaja de 2-0 vs Algodoneros de Delicias para así ganar la serie 3-2 juegos y calificándose a las semifinales del torneo estatal. 

En las semifinales se enfrenta a los Rojos de Jiménez poniéndose en ventaja en los primeros 2 juegos 2-0 en tierras ajenas, sin embargos los próximos 3 juegos en el Estadio Alonso Ronquillo los ganan los Rojos y Camargo viajaría nuevamente a Cd. Jiménez por la hazaña con una desventaja en la serie de 3-2, Camargo gana los próximos 2 de visitante y se clasifica para la gran final donde ya los esperaban Los Algodoneros de Delicias quienes habían derrotado a su similar de Mineros de Parral.

Camargo vuelve a una final del campeonato estatal desde el 2004 año en los que fueron campeones, ahora tocara un clásico en la final vs Algodoneros de Delicias. el primer juego lo gana Delicias por 10-7 mientras que el segundo encuentro lo ganó Camargo por 5-4, ambos encuentros fueron en el estadio Alonso Ronquillo, mientras que los próximos 3 compromisos se disputaran en el Gran Estadio Delicias casa de los Algodoneros de Delicias.